# Leptogyropsis inflata
Leptogyropsis inflata is een slakkensoort uit de familie van de Melanodrymiidae. De wetenschappelijke naam van de soort is voor het eerst geldig gepubliceerd in 1997 door Hasegawa.